# Ley sobre represión de la masonería y del comunismo

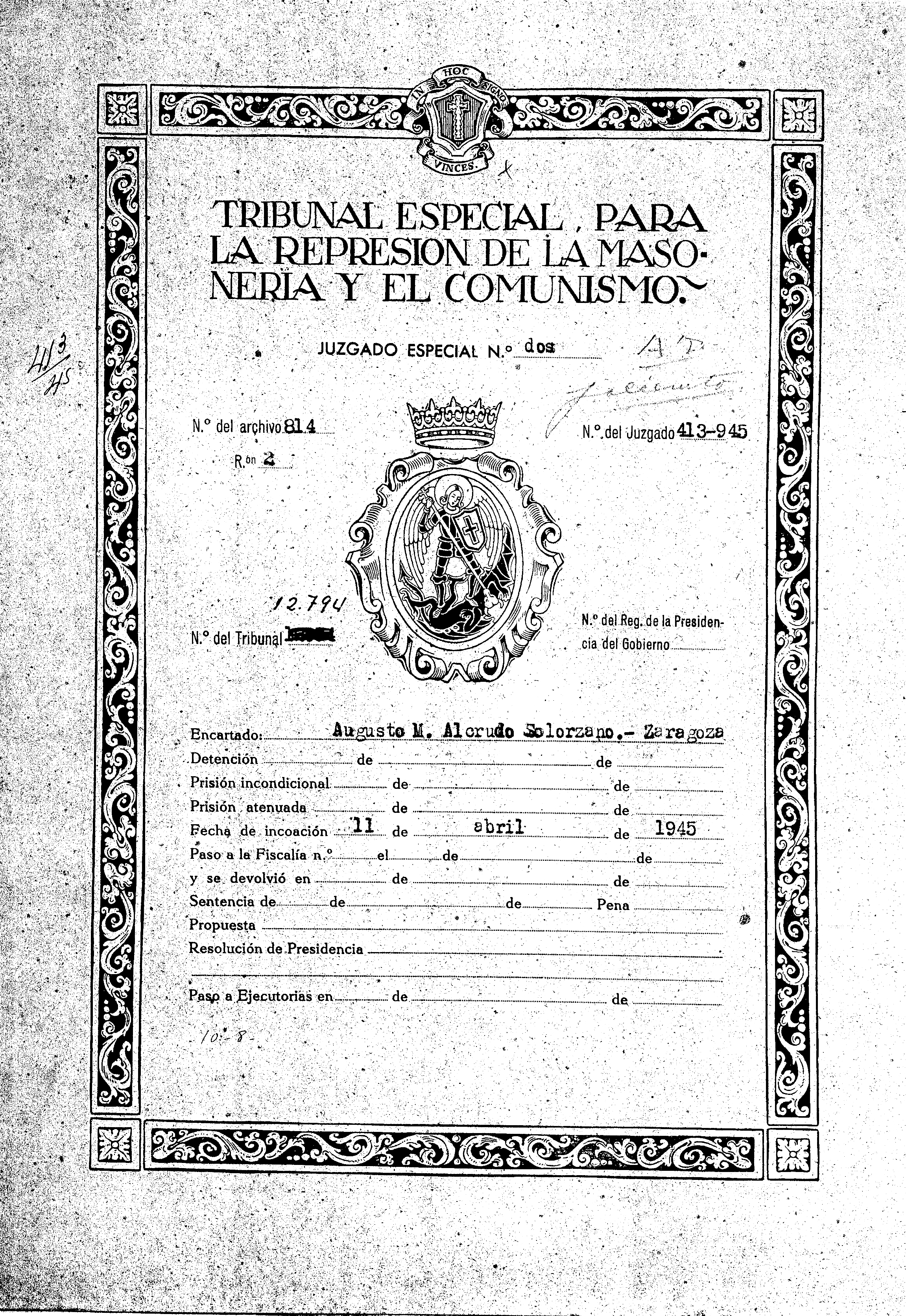
Portada del expediente incoado por el Tribunal Especial para la Represión de la Masonería y el Comunismo contra Augusto Moisés Alcrudo

La Ley sobre represión de la masonería y del comunismo fue una norma legal de España promulgada por Francisco Franco, como jefe del Estado, el 1 de marzo de 1940. La ley se encuadra dentro del entramado franquista de represión tras el final de la guerra civil.

## Fundamento jurídico
Esta disposición junto con la previa Ley de Responsabilidades Políticas (1939) constituyeron la base legislativa fundamental sobre la que se desarrolló la represión franquista contra el republicanismo. Uno de los elementos más destacados y criticados de esta Ley y del conjunto de normas represivas del primer franquismo fue el carácter retroactivo de la misma ya que juzgaba como delitos hechos que eran legales cuando se produjeron, lo que viola el principio de la irretroactividad penal, uno de los principios fundamentales del derecho penal.

## Contenido
De acuerdo con la ley, constituía delito el pertenecer a la masonería, al comunismo y demás sociedades clandestinas a que se refería la propia ley (artículo 1). Consideraba masones a todos los que hubieran ingresado en la masonería y no hubieran sido expulsados o no se hubieran dado de baja de la misma. A los efectos de la Ley se consideraban comunistas los inductores, dirigentes y activos colaboradores de la tarea o propaganda soviética, trotskistas o similares (artículo 4). Castigaba también la ley toda propaganda que exaltase los principios o los beneficios de la masonería o del comunismo o difundiera ideas disolventes contra la Religión, la Patria y sus instituciones fundamentales para las cuales preveía la supresión de los periódicos que la patrocinasen, incautación de sus bienes y pena de reclusión mayor para los culpables, y de reclusión menor para los cooperadores.
Disueltas las indicadas organizaciones, que quedan prohibidas, sus bienes se declaran confiscados y se ponían a disposición de la jurisdicción de responsabilidades políticas. Como castigo se preveía la separación definitiva del cualquier cargo del Estado, corporaciones públicas y de cualquier entidad pública así como de los consejos de administración y de la dirección de empresas privadas. Igualmente serían sometidos adicionalmente a la imposición de sanciones de carácter económico de acuerdo con la Ley de Responsabilidades Políticas.

### Declaración retractación
La ley establecía la obligación de los que hubieran pertenecido a la masonería o al comunismo de formular una declaración retractación en el plazo de dos meses tras la entrada en vigor de la ley (artículo 7) conforme al modelo que se estableció en la Orden de la Presidencia del Gobierno de 30 de marzo de 1940 y que contenía:
1. Nombre, apellidos, estado civil, vecindad, domicilio y profesión del interesado, con expresión de la categoría, clase y empleo si se trata de militar o funcionario.
2. Cargos o destinos que desempeña en la actualidad en el Estado, corporaciones públicas u oficiales, entidades subvencionadas y empresas concesionarias, incluso en Consejos de Administración.
3. Declaración del lugar y la fecha en que ingresó en la masonería y de la persona por quien fue iniciado.
4. Nombre simbólico que tuvo y grado que alcanzó.
5. Jefes o grados superiores a los que está subordinado.
6. Talleres, logias o grupos a los que ha pertenecido.
7. Sesiones o reuniones a que ha asistido con expresión especial de las asambleas ordinarias o extraordinarias, nacionales o internacionales.
8. Cargos o comisiones que ha desempeñado en la secta.
9. Razones que tuvo para ingresar.
10. Información o datos interesantes sobre actividades de la secta, sobre jefes o compañeros en ella del declarante y sobre extremos que puedan servir con eficacia a la represión de la masonería.
11. Si el declarante ha dejado de pertenecer a la secta; desde que fecha, en virtud de acto, por resolución, porque motivo, forma que revistió y cuantas circunstancias crea pertinentes en relación con la baja, separación o apartamiento.
12. Si concurre en el interesado alguno de las circunstancias de artículo 10 de la Ley (haber servido como voluntario de los frentes de guerra defendiendo la Causa Nacional, la conducta ejemplar en todos los momentos etc.).
13. Declaración de si por cualquier jurisdicción ha sido objeto de sanción y de que clase y cuantía por su condición de masón.
14. Retractación explícita del declarante por la que manifiesta que tiene rotos o rompe todos sus compromisos con la secta, abjurando de sus errores o ratificación abjuración anterior.
15. Cuantas manifestaciones crea convenientes en relación con los extremos precedentes.
16. Juramento de que cuanto se contiene en la declaración-retratación es verdad y de que en ella no se ha omitido nada de lo que en la ley de 1 de marzo de 1940 se dispone.

#### Canóniga
A la citada retractación se debía añadir una declaración de fe católica debidamente firmada. Estas retractaciones canónigas existieron al principio de la posguerra, se unían en algunos casos al expediente y con algunas variaciones era la siguiente:

Abjuración de errores y profesión de fe.
Yo … teniendo ante mí los Santos Evangelios, que toco con mis manos, y sabiendo que ninguno puede salvarse fuera de la Fe que profesa, cree, predica y enseña la Santa Iglesia Católica, Apostólica, Romana, contra la cual me pesa de haber gravemente errado, porque he profesado y creído doctrinas contrarias a las enseñanzas de la misma.
Ahora, iluminado por la divina gracia, hago profesión de creer que la Santa Iglesia Católica, apostólica, Romana, es la única y verdadera Iglesia fundada por Jesucristo en la tierra, a la cual de todo corazón me someto.
Creo todos los Artículos que me propone creer; repruebo y condeno cuanto Ella reprueba y condena y estoy pronto a observar cuanto me manda: y especialmente profeso creer:
Que hay un solo Dios con tres divinas personas distintas e iguales, a saber: Padre, Hijo y Espíritu Santo.
La doctrina católica sobre la Encarnación, Pasión, Muerte y Resurrección de Nuestro Señor Jesucristo y la unión hipostática de las dos naturalezas, divina y humana; La divina maternidad de María Santísima, así como su integérrima virginidad e Inmaculada Concepción;
La presencia verdadera, real y sustancial del Cuerpo, juntamente con la Sangre, Alma y Divinidad de Nuestro Señor Jesucristo en el Santísimo Sacramento de la Eucaristía;
Los siete sacramentos instituidos por Jesucristo para salvación del género humano, a saber: bautismo; confirmación; eucaristía; penitencia; extremaunción; orden sacerdotal; y matrimonio;
El purgatorio, la resurrección de los muertos, la vida eterna;
El Primado de Pedro, no tan solo de honor, sino también de jurisdicción, del Romano Pontífice, sucesor de San Pedro, Príncipe de loa Apóstoles y Vicario infalible de Cristo;
El culto de los Santos y de sus imágenes;
La autoridad de las apostólicas y eclesiásticas tradiciones y de las Sagradas Escrituras, que no deben interpretarse y entenderse sino en el sentido que ha tenido y tiene la Santa Madre Iglesia Católica;
Y todo lo demás que por los Sagrados Cánones y por los Concilios Ecuménicos, especialmente por el Sagrado Concilio Tridentino y por el del Vaticano ha sido definido y declarado.

Por consiguiente, con corazón sincero y fe no fingida, detesto y abjuro todo error, herejía y secta contrarios a dicha Santa Iglesia Católica, Apostólica, Romana. Así Dios me ayude, y éstos sus Santos Evangelios, que toco con mis manos.

### Tribunal Especial para la Represión de la Masonería y el Comunismo
Para juzgar estos delitos, la ley estipuló la creación de un tribunal especial, el Tribunal Especial para la Represión de la Masonería y el Comunismo que perduró hasta 1963. Para los casos de militares profesionales de categoría igual o superior a la de oficial eran competentes los tribunales de honor.
Según el artículo 12 la composición del Tribunal era un presidente, un general del Ejército, un jefe de Falange y dos letrados, todos ellos nombrados por el jefe del Estado (Francisco Franco).